# Harry F. Millarde
Harry F. Millarde (12 de noviembre de 1885 – 2 de noviembre de 1931) fue un actor y director cinematográfico de nacionalidad estadounidense, activo en la época del cine mudo.

## Biografía
Nacido en Cincinnati, Ohio, empezó su carrera como actor en 1913 con la Kalem Company en la ciudad de Nueva York. En 1916 dirigió el primero de un total de treinta y dos filmes, siendo el más destacado de ellos If Winter Comes (1923), producido por Fox Film Corporation y basado en los libros del A. S. M. Hutchinson. Entre los demás trabajos de Millarde figuran Over the Hill to the Poorhouse (1920) y el thriller My Friend the Devil (1922), cinta basada en la novela francesa Le Docteur Rameau, escrita por Georges Ohnet.
Millarde dirigió su última película en 1927, y falleció a causa de un infarto agudo de miocardio en Nueva York en 1931, diez días antes de cumplir los 46 años. 
Había estado casado con la actriz June Caprice (1895-1936), a la que dirigió en ocho películas de Fox. Irónicamente, ella también falleció diez días antes de su 40 cumpleaños, a causa de un cáncer.
Su hija, June Elizabeth Millarde, tenía 13 años cuando su madre murió. Criada por sus abuelos en Long Island, Nueva York, se convirtió en una modelo fotográfica conocida como "Toni Seven."

## Filmografía completa

### Actor
- The Message of the Palms, de Robert G. Vignola  (1913)
- The War Correspondent, de Robert G. Vignola  (1913)
- The Woe of Battle, de George Melford (1913)
- The Wartime Siren, de George Melford (1913)
- The Pursuit of the Smugglers, de J.P. McGowan  (1913)
- A Plot for a Million (1913)
- The Fire-Fighting Zouaves, de George Melford (1913)
- The Secret Marriage (1913)
- The River Pirates (1913)
- Man's Greed for Gold (1913)
- The Infamous Don Miguel, de Kenean Buel (1913)
- The Wheel of Death (1913)
- Shenandoah, de Kenean Buel (1913)
- The Hidden Witness (1913)
- Rounding Up the Counterfeiters (1913)
- The Mermaid (1913)
- The Smuggler, de J.P. McGowan (1913)
- Shipwrecked (1913)
- Breaking Into the Big League (1913)
- The Fatal Legacy (1913)
- The Midnight Message (1913)
- The Riddle of the Tin Soldier (1913)
- The Vampire, de Robert G. Vignola (1913)
- Primitive Man (1913)
- The Octoroon, de Sidney Olcott (1913)
- The Hunchback (1913)
- An Unseen Terror (1913)
- Her Husband's Friend, de Robert G. Vignola (1914)
- The Hand Print Mystery, de Robert G. Vignola (1914)
- Chest of Fortune (1914)
- The Cabaret Dancer, de Robert G. Vignola (1914)
- A Celebrated Case, de George Melford (1914)
- The Treasure Ship (1914)
- Nina o' the Theatre, de Kenean Buel (1914)
- The Show Girl's Glove, de Robert G. Vignola (1914)
- Through the Flames, de Robert G. Vignola (1914)
- In Wolf's Clothing, de Robert G. Vignola (1914)
- The Vampire's Trail, de Robert G. Vignola y T. Hayes Hunter (1914)
- The Storm at Sea, de Robert G. Vignola (1914)
- The Hand of Fate, de Robert G. Vignola (1914)
- The Barefoot Boy (1914)
- The Devil's Dansant, de Robert G. Vignola (1914)
- The Mystery of the Sleeping Death, de Kenean Buel (1914)
- Into the Depths, de Robert G. Vignola (1914)
- The Viper, de Kenean Buel (1914)
- Seed and the Harvest, de Robert G. Vignola (1914)
- The False Guardian, de Robert G. Vignola (1914)
- The Menace of Fate, de Robert G. Vignola (1914)
- A Midnight Tragedy, de Robert G. Vignola (1914)
- The Man of Iron, de Robert G. Vignola (1914)
- Her Bitter Lesson, de Robert G. Vignola (1914)
- The Mystery of the Yellow Sunbonnet, de Robert G. Vignola (1914)
- The Hate That Withers, de Robert G. Vignola (1914)
- The Scorpion's Sting, de Robert G. Vignola (1915)
- The Stolen Ruby, de Robert G. Vignola (1915)
- In the Hands of the Jury, de Robert G. Vignola (1915)
- Wolves of Society, de Frank Lloyd (1915)
- Barriers Swept Aside, de Robert G. Vignola (1915)
- The Night Operator at Buxton, de Robert G. Vignola (1915)
- The Siren's Reign, de Robert G. Vignola (1915)
- The Haunted House of Wild Isle, de Robert G. Vignola (1915)
- The Destroyer, de Robert G. Vignola (1915)
- A Sister's Burden, de Robert G. Vignola (1915)
- The Haunting Fear, de Robert G. Vignola (1915)
- Honor Thy Father, de Robert G. Vignola (1915)
- The Crooked Path, de Robert G. Vignola (1915)
- Don Caesar de Bazan
- The Curious Case of Meredith Stanhope, de Harry F. Millarde (1915)
- The Man in Hiding, de Harry F. Millarde (1915)
- The Sign of the Broken Shackles, de Harry F. Millarde (1915)
- The Money Gulf, de Harry F. Millarde (1915)
- Elusive Isabel, de Stuart Paton (1916)
- The Lotus Woman, de Harry Millarde (1916)
- Man and Woman, de Charles Logue y B.A. Rolfe (1920)

### Director
- The Curious Case of Meredith Stanhope (1915)
- The Man in Hiding (1915)
- The Net of Deceit (1915)
- The Sign of the Broken Shackles (1915)
- The Money Gulf (1915)
- The Artful Dodger (1916)
- The Bogus Ghost (1916)
- A Smoky Adventure (1916)
- In Cinderella's Shoes (1916)
- That Lovely Widow (1916)
- When Opportunity Knocked (1916)
- The Lotus Woman (1916)
- A Watery Wooing (1916)
- A Mix-Up in Art (1916)
- The Eel
- The Woman He Feared
- The Quack Quakers
- The Forbidden Game
- A Novel Romance
- Little Miss Nobody (1917)
- Every Girl's Dream (1917)
- Miss U.S.A. (1917)
- Unknown 274 (1917)
- The Sunshine Maid (1917)
- The Heart of Romance (1918)
- A Camouflage Kiss (1918)
- Blue-Eyed Mary (1918)
- Miss Innocence (1918)
- Bonnie Annie Laurie (1918)
- Caught in the Act (1918)
- The Girl with No Regrets
- Gambling in Souls
- The Love That Dares
- When Fate Decides
- Rose of the West (1919)
- Sacred Silence (1919)
- The White Moll
- Over the Hill to the Poorhouse (1920)
- Perjury (1921)
- The Town That Forgot God (1921)
- My Friend the Devil (1922)
- If Winter Comes
- The Governor's Lady
- The Fool (1925)
- The Taxi Dancer (1927)
- On Ze Boulevard

### Productor
- My Friend the Devil, de Harry F. Millarde (1922)